# Чемпіонат світу з хокею із шайбою 2013 (дивізіон II)
Чемпіонат світу з хокею із шайбою 2013 — чемпіонат світу з хокею із шайбою, який проходив у Хорватії та Туреччині.

## Учасники

### Група A
| Збірна    | Результати 2012 року             |
| --------- | -------------------------------- |
| Австралія | 6-е місце у Дивізіоні I Групи B  |
| Іспанія   | 2-е місце                        |
| Хорватія  | господарі, 3-є місце             |
| Ісландія  | 4-е місце                        |
| Сербія    | 5-е місце                        |
| Бельгія   | 1-е місце у Дивізіоні II Групи B |

### Група В
| Збірна        | Результати 2012 року                 |
| ------------- | ------------------------------------ |
| Нова Зеландія | 6-е місце у Дивізіоні I A            |
| Китай         | 2-е місце                            |
| Болгарія      | 3-є місце                            |
| Мексика       | 4-е місце                            |
| Ізраїль       | 5-е місце                            |
| Туреччина     | господарі, 1-е місце у Дивізіоні III |

## Група А

### Судді
| Головні судді - Олександр Бурро - Даніель Гампер - Гергей Кінчеш - Марк Віґанд | Лінейні судді - Чжан Цао - Андрій Гавриленко - Флоріан Гофер - Джеймс Каванаг - Трпимир Пірагич - Марко Сакович - Міхай-Аріель Трандафір |  |

### Підсумкова таблиця
|  | Вихід до Дивізіону І В  |
|  | Виліт до Дивізіону ІІ В |

| П | Збірна    | М | В | ВО | ПО | П | Ш       | О  |
| - | --------- | - | - | -- | -- | - | ------- | -- |
| 1 | Хорватія  | 5 | 5 | 0  | 0  | 0 | 27 : 8  | 15 |
| 2 | Бельгія   | 5 | 3 | 0  | 0  | 2 | 15 : 13 | 9  |
| 3 | Ісландія  | 5 | 2 | 1  | 0  | 2 | 16 : 16 | 8  |
| 4 | Австралія | 5 | 2 | 0  | 1  | 2 | 13 : 13 | 7  |
| 5 | Сербія    | 5 | 2 | 0  | 0  | 3 | 14 : 21 | 6  |
| 6 | Іспанія   | 5 | 0 | 0  | 0  | 5 | 12 : 26 | 0  |

### Результати
| Дата       | Збірна    | Рахунок                                                                                   | Збірна    |
| ---------- | --------- | ----------------------------------------------------------------------------------------- | --------- |
| 14.04.2013 | Бельгія   | 4:1 (2:0, 1:1, 1:0) Протокол [Архівовано 20 лютого 2014 у Wayback Machine.]               | Ісландія  |
| 14.04.2013 | Хорватія  | 3:1 (1:1, 1:0, 1:0) Протокол [Архівовано 20 лютого 2014 у Wayback Machine.]               | Австралія |
| 14.04.2013 | Іспанія   | 3:4 (1:1, 1:1, 1:2) Протокол [Архівовано 20 лютого 2014 у Wayback Machine.]               | Сербія    |
| 15.04.2013 | Австралія | 2:3 Б (1:2, 0:0, 1:0 – 0:0 – 0:1) Протокол [Архівовано 20 лютого 2014 у Wayback Machine.] | Ісландія  |
| 15.04.2013 | Сербія    | 0:4 (0:1, 0:0, 0:3) Протокол [Архівовано 11 травня 2013 у Wayback Machine.]               | Бельгія   |
| 15.04.2013 | Іспанія   | 2:6 (0:4, 1:1, 1:1) Протокол [Архівовано 20 лютого 2014 у Wayback Machine.]               | Хорватія  |
| 17.04.2013 | Австралія | 3:5 (1:2, 0:3, 2:0) Протокол [Архівовано 20 лютого 2014 у Wayback Machine.]               | Сербія    |
| 17.04.2013 | Іспанія   | 3:6 (0:3, 0:1, 3:2) Протокол [Архівовано 11 травня 2013 у Wayback Machine.]               | Бельгія   |
| 17.04.2013 | Хорватія  | 6:1 (1:0, 0:0, 5:1) Протокол [Архівовано 20 лютого 2014 у Wayback Machine.]               | Ісландія  |
| 19.04.2013 | Ісландія  | 6:3 (1:1, 1:1, 4:1) Протокол [Архівовано 20 лютого 2014 у Wayback Machine.]               | Іспанія   |
| 19.04.2013 | Бельгія   | 1:3 (0:1, 1:0, 0:2) Протокол [Архівовано 20 лютого 2014 у Wayback Machine.]               | Австралія |
| 19.04.2013 | Сербія    | 4:6 (0:2, 3:3, 1:1) Протокол [Архівовано 20 лютого 2014 у Wayback Machine.]               | Хорватія  |
| 20.04.2013 | Австралія | 4:1 (2:0, 1:0, 1:1) Протокол [Архівовано 20 лютого 2014 у Wayback Machine.]               | Іспанія   |
| 20.04.2013 | Ісландія  | 5:1 (1:0, 2:1, 2:0) Протокол [Архівовано 20 лютого 2014 у Wayback Machine.]               | Сербія    |
| 20.04.2013 | Хорватія  | 6:0 (2:0, 0:0, 4:0) Протокол [Архівовано 20 лютого 2014 у Wayback Machine.]               | Бельгія   |

### Бомбардири
Список 10 найкращих гравців, сортованих за очками.
| Поз | Гравець         | Країна    | І | Г | П | О  | +/− | ШХ |
| --- | --------------- | --------- | - | - | - | -- | --- | -- |
| 1   | Джон Гечимович  | Хорватія  | 5 | 6 | 6 | 12 | +5  | 0  |
| 2   | Джоел Прпич     | Хорватія  | 5 | 5 | 6 | 11 | +6  | 8  |
| 3   | Марко Ловренчич | Хорватія  | 5 | 3 | 8 | 11 | +8  | 0  |
| 4   | Венсан Морган   | Бельгія   | 5 | 3 | 7 | 10 | +6  | 0  |
| 5   | Борна Рендулич  | Хорватія  | 5 | 5 | 3 | 8  | +6  | 0  |
| 6   | Еміль Аленгаард | Ісландія  | 5 | 3 | 5 | 8  | +1  | 4  |
| 6   | Мітч Морган     | Бельгія   | 5 | 3 | 5 | 8  | +4  | 6  |
| 8   | Марко Сретович  | Сербія    | 5 | 4 | 3 | 7  | +1  | 6  |
| 9   | Даррен Корстенс | Австралія | 5 | 3 | 4 | 7  | +5  | 4  |
| 10  | Неманья Янкович | Сербія    | 5 | 1 | 6 | 7  | −2  | 4  |

Джерело: IIHF.com [Архівовано 3 січня 2014 у Wayback Machine.]

### Найкращі воротарі
Список п'яти найращих воротарів, сортованих за відсотком відбитих кидків.
| М | Гравець          | Країна    | ЧНЛ    | Г  | %ВК   | СП   | ША |
| - | ---------------- | --------- | ------ | -- | ----- | ---- | -- |
| 1 | Бьорн Стейлен    | Бельгія   | 280:00 | 11 | 93.45 | 2.36 | 1  |
| 2 | Мате Томленович  | Хорватія  | 300:00 | 8  | 93.28 | 1.60 | 1  |
| 3 | Ентоні Кімлін    | Австралія | 305:00 | 13 | 92.53 | 2.56 | 0  |
| 4 | Денніс Хедстрьом | Ісландія  | 208:15 | 15 | 91.89 | 3.03 | 0  |
| 5 | Мілан Лукович    | Сербія    | 208:15 | 15 | 88.28 | 4.32 | 0  |

Джерело: IIHF.com [Архівовано 3 січня 2014 у Wayback Machine.]

### Нагороди
Найкращі гравці, обрані дирекцією ІІХФ.
- Найкращий воротар:  Бьорн Стейлен
- Найкращий захисник:  Ендрю Сертич
- Найкращий нападник:  Джоел Прпич

IIHF.com [Архівовано 20 лютого 2014 у Wayback Machine.]
Найкращі гравці кожної з команд
- Ентоні Кімлін
- Вадим Гейсбрегс
- Джон Гечимович
- Пол Гонсалес
- Еміль Аленгаард
- Мілан Лукович

## Група В

### Судді
| Судді - Володимир Наливайко - Тім Цірціганіс - Ігор Чернишов - Вікі Трілар | Лінейні - Март Еерме - Матьє Лоос - Мерген Кайдаров - Тібор Фазекас - Сержіо Б'єк Себріан - Ерхан Булут - Чемал Ершин Кайя |  |

### Підсумкова таблиця
|  | вихід до групи А       |
|  | виліт до III Дивізіону |

| П | Збірна        | М | В | ВО | ПО | П | Ш       | О  |
| - | ------------- | - | - | -- | -- | - | ------- | -- |
| 1 | Ізраїль       | 5 | 4 | 0  | 0  | 1 | 30 : 14 | 12 |
| 2 | Нова Зеландія | 5 | 4 | 0  | 0  | 1 | 24 : 16 | 12 |
| 3 | Мексика       | 5 | 3 | 1  | 0  | 1 | 25 : 18 | 11 |
| 4 | Китай         | 5 | 2 | 0  | 0  | 3 | 20 : 25 | 6  |
| 5 | Туреччина     | 5 | 1 | 0  | 0  | 4 | 16 : 19 | 3  |
| 6 | Болгарія      | 5 | 0 | 0  | 1  | 4 | 23 : 46 | 1  |

### Результати
| Дата       | Збірна        | Рахунок                                                                             | Збірна        |
| ---------- | ------------- | ----------------------------------------------------------------------------------- | ------------- |
| 21.04.2013 | Болгарія      | 5:10 (1:3, 2:3, 2:4) Протокол [Архівовано 20 лютого 2014 у Wayback Machine.]        | Нова Зеландія |
| 21.04.2013 | Китай         | 3:6 (0:3, 2:2, 1:1) Протокол [Архівовано 20 лютого 2014 у Wayback Machine.]         | Ізраїль       |
| 21.04.2013 | Туреччина     | 4:6 (1:3, 0:1, 3:2) Протокол [Архівовано 20 лютого 2014 у Wayback Machine.]         | Мексика       |
| 22.04.2013 | Нова Зеландія | 4:2 (2:1, 1:0, 1:1) Протокол [Архівовано 20 лютого 2014 у Wayback Machine.]         | Мексика       |
| 22.04.2013 | Китай         | 9:6 (3:1, 4:1, 2:4) Протокол [Архівовано 20 лютого 2014 у Wayback Machine.]         | Болгарія      |
| 22.04.2013 | Ізраїль       | 5:3 (0:1, 2:2, 3:0) Протокол [Архівовано 20 лютого 2014 у Wayback Machine.]         | Туреччина     |
| 24.04.2013 | Нова Зеландія | 2:3 (0:2, 1:1, 1:0) Протокол [Архівовано 20 лютого 2014 у Wayback Machine.]         | Ізраїль       |
| 24.04.2013 | Болгарія      | 7:8 ОТ (2:3, 2:2, 3:2, 0:1) Протокол [Архівовано 20 лютого 2014 у Wayback Machine.] | Мексика       |
| 24.04.2013 | Китай         | 3:2 (1:0, 1:0, 1:2) Протокол [Архівовано 20 лютого 2014 у Wayback Machine.]         | Туреччина     |
| 25.04.2013 | Ізраїль       | 13:2 (5:1, 3:1, 5:0) Протокол [Архівовано 20 лютого 2014 у Wayback Machine.]        | Болгарія      |
| 25.04.2013 | Мексика       | 5:0 (2:0, 2:0, 1:0) Протокол [Архівовано 20 лютого 2014 у Wayback Machine.]         | Китай         |
| 25.04.2013 | Туреччина     | 1:2 (0:0, 1:2, 0:0) Протокол [Архівовано 20 лютого 2014 у Wayback Machine.]         | Нова Зеландія |
| 27.04.2013 | Мексика       | 4:3 (0:0, 1:2, 3:1) Протокол [Архівовано 20 лютого 2014 у Wayback Machine.]         | Ізраїль       |
| 27.04.2013 | Болгарія      | 3:6 (3:1, 0:2, 0:3) Протокол [Архівовано 20 лютого 2014 у Wayback Machine.]         | Туреччина     |
| 27.04.2013 | Нова Зеландія | 6:5 (2:1, 0:3, 4:1) Протокол [Архівовано 20 лютого 2014 у Wayback Machine.]         | Китай         |

### Бомбардири
Список 10 найкращих гравців, сортованих за очками.
| Поз | Гравець              | Країна        | І | Г | П  | О  | +/− | ШХ |
| --- | -------------------- | ------------- | - | - | -- | -- | --- | -- |
| 1   | Даніель Ерліх        | Ізраїль       | 5 | 7 | 16 | 23 | +4  | 14 |
| 2   | Орен Айзенман        | Ізраїль       | 5 | 8 | 10 | 18 | +2  | 4  |
| 3   | Олексій Йотов        | Болгарія      | 5 | 7 | 8  | 15 | –8  | 8  |
| 4   | Макс Бірбраєр        | Ізраїль       | 5 | 5 | 8  | 13 | +3  | 6  |
| 5   | Браян Арройо         | Мексика       | 5 | 9 | 3  | 12 | 0   | 0  |
| 6   | Станіслав Мухачов    | Болгарія      | 5 | 4 | 8  | 12 | –7  | 2  |
| 7   | Даніель Мазур        | Ізраїль       | 5 | 8 | 3  | 11 | +2  | 14 |
| 8   | Сергій Френкель      | Ізраїль       | 5 | 2 | 8  | 10 | 0   | 4  |
| 9   | Александер Гутьєррес | Мексика       | 5 | 3 | 4  | 7  | –1  | 4  |
| 10  | Шеркан Гюмюс         | Туреччина     | 5 | 3 | 3  | 6  | –1  | 12 |
| 10  | Джошуа Хей           | Нова Зеландія | 5 | 3 | 3  | 6  | +2  | 4  |

Джерело: IIHF.com [Архівовано 3 січня 2014 у Wayback Machine.]

### Найкращі воротарі
Список п'яти найращих воротарів, сортованих за відсотком відбитих кидків. У список включені лише ті гравці, які провели щонайменш 40% хвилин.
| М | Гравець           | Країна        | ЧНЛ    | Г  | %ВК   | СП   | ША |
| - | ----------------- | ------------- | ------ | -- | ----- | ---- | -- |
| 1 | Авіягу Сороцький  | Ізраїль       | 299:14 | 14 | 90.28 | 2.81 | 0  |
| 2 | Ерол Кахраман     | Туреччина     | 299:45 | 19 | 89.62 | 3.80 | 0  |
| 3 | Річард Перрі      | Нова Зеландія | 298.52 | 16 | 88.32 | 3.21 | 0  |
| 4 | Альфонсо де Альба | Мексика       | 148.33 | 6  | 87.23 | 2.42 | 0  |
| 5 | Лю Севей          | КНР           | 235.06 | 19 | 85.27 | 4.85 | 0  |

IIHF.com [Архівовано 12 травня 2013 у Wayback Machine.]

### Нагороди
Найкращі гравці, обрані дирекцією ІІХФ.
- Найкращий воротар:  Авіягу Сороцький
- Найкращий захисник:  Бертон Гейнс
- Найкращий нападник:  Браян Арройо

IIHF.com [Архівовано 20 лютого 2014 у Wayback Machine.]
Найкращі гравці кожної з команд
- Бертон Гейнс
- Олексій Йотов
- Ху Тяньюй
- Орен Айзенман
- Браян Арройо
- Ерол Кахраман